# François Jaffrennou
François-Joseph-Claude Jaffrennou, né le 15 mars 1879 à Carnoët et mort le 23 mars 1956 à Bergerac, est un écrivain, imprimeur, puis commerçant en vins et directeur de journaux français bretonnant.
Son nom bardique qui est aussi un de ses pseudonymes littéraires est Taldir.  Régionaliste puis nationaliste et barde du mouvement néodruidique, il est titulaire des Palmes académiques en 1922 et fait chevalier de la Légion d'honneur en 1938.

## Biographie

### Famille et formation
François-Joseph-Claude Jaffrennou naît à Carnoët le 15 mars 1879.
Il obtient un doctorat de lettres celtiques en 1911.

### Carrière
Ayant fini sa licence en droit, il crée une imprimerie à Carhaix. Elle publie Ar Vro, ainsi que le journal bilingue Ar Bobl, qui paraît jusqu'en 1914.
Il est l’auteur en 1897 du Bro Goz ma Zadoù, inspiré du Hen Wlad Fy Nhadau. 
En 1900, Jaffrennou et sept autres bretonnants, dont François Vallée, Jean Le Fustec et Guillaume Corfec, fondent la section de Petite Bretagne du collège des druides. 
Le 5 septembre 1903, Bro gozh qu'il a écrit est proclamé « chant national » à l’occasion d’un congrès de l’Union régionaliste bretonne qui se déroulait cette fois à Lesneven.
Après la Première Guerre mondiale, il devient négociant en vins. Il s'investit dans le mouvement breton.
Il fait paraître le Consortium breton puis An Oaled, revues trimestrielles bilingues traitant de questions culturelles et économiques bretonnes. Il écrivit quelques ouvrages, la plupart en langue bretonne, dont une thèse sur Prosper Proux.
En 1919, il devient secrétaire de l’Union Cantonale des Anciens Combattants de 14-18.

### Écrivain breton

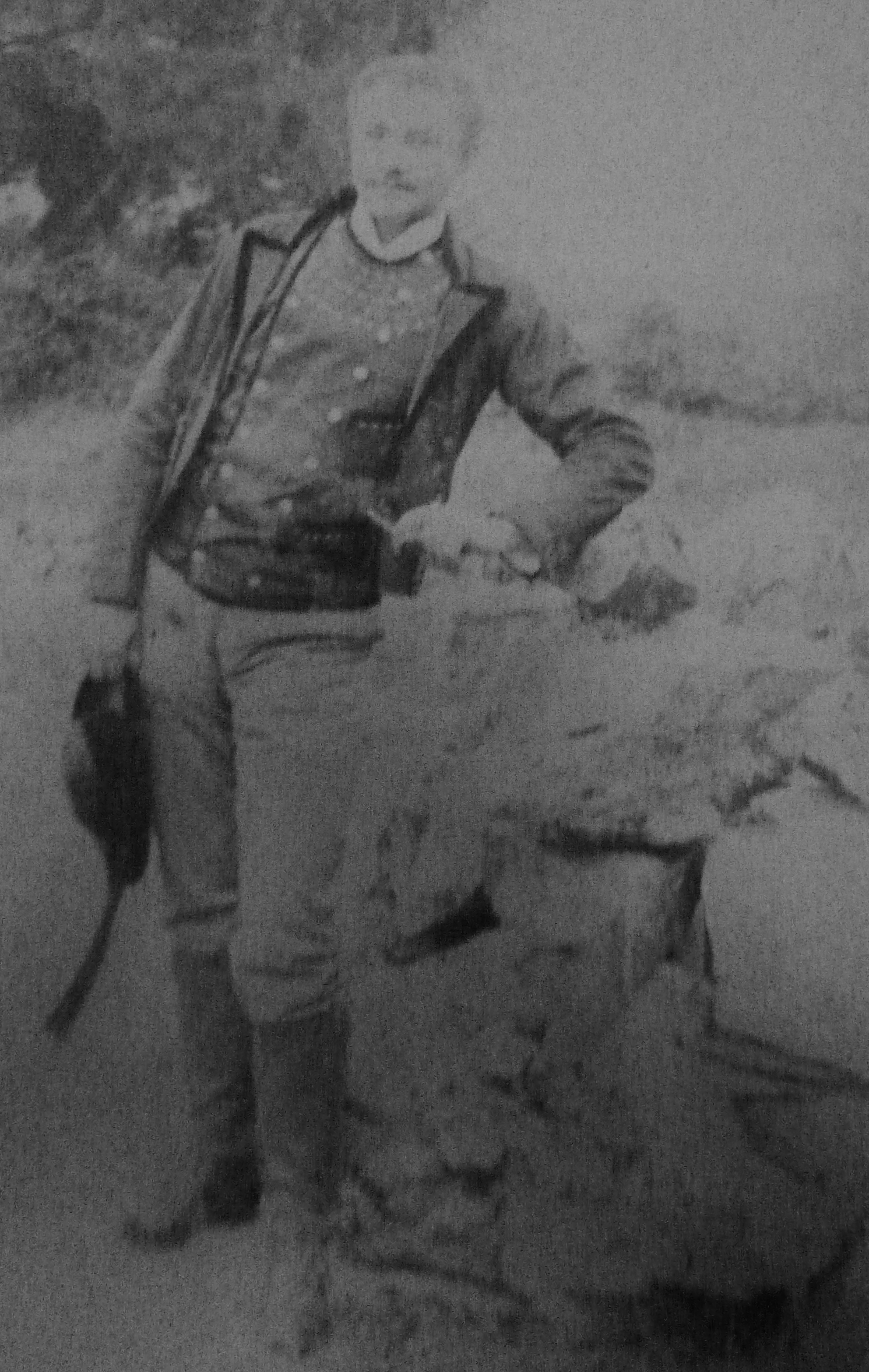
François Jaffrennou, dit Taldir, en costume bigouden de la maison Ravalec.

Ses œuvres se vendent très bien et il est célébré comme le grand poète que la langue bretonne attendait[style trop lyrique ou dithyrambique]. Parmi les nombreux éloges publics et privés, celui de Charles Le Goffic, dans Les cahiers de la Quinzaine, en 1904, résume le mieux l'enthousiasme : "Avec le Barzaz Taldir qui vient de paraître et qui a été salué en Bretagne d'une acclamation universelle, Jafrennou a conquis la grande notoriété populaire. L'opinion bretonne veut reconnaître en lui son Mistral. L'assimilation n'est peut-être pas tout à fait juste, mais elle signifie, je pense, que sur le Parnasse armoricain Taldir occupe la même place éminente que l'auteur de Mireilho sur le Parnasse provençal".

Le même Le Goffic a donné une préface au Barzaz Taldir en compagnie d'Anatole Le Braz, et, si ce dernier voit un renouveau dans l'expression en breton comparable à ce qu'ont fait les écrivains de la Pléiade pour le français, le premier précise que « [François Jaffrennou] chante et, depuis Taliesin et Gwic'hlan, la Bretagne n'avait pas entendu une telle voix… Jaffrennou est un barde dans l'acception primitive du mot. Il a conscience au même degré qu'eux de la mission sociale qu'il est appelé à remplir par le monde : chanter ne lui est pas une simple récréation de l'esprit, mais l'exercice d'un apostolat. ».

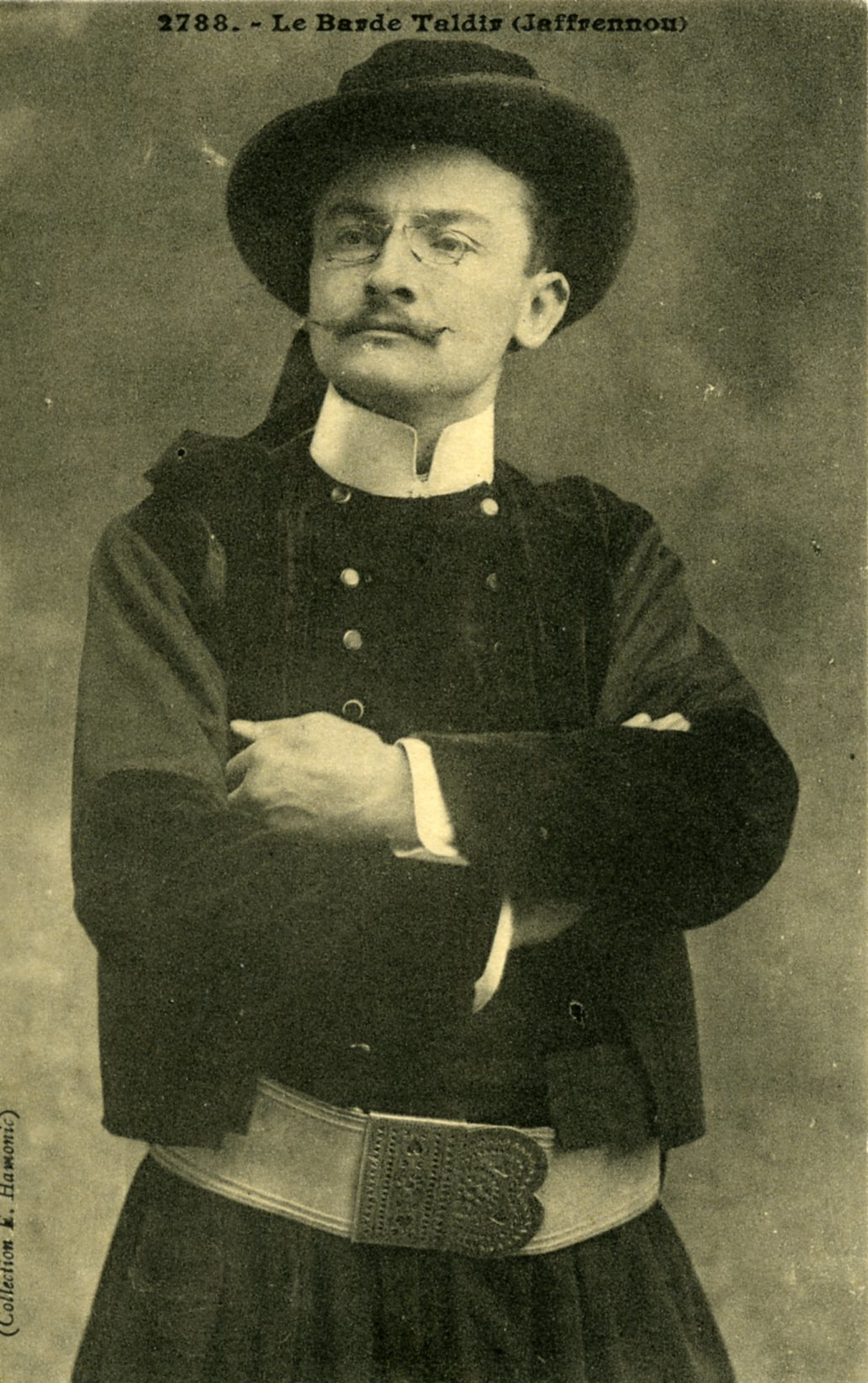
Le barde François Jaffrennou, dit Taldir (carte postale d'Émile Hamonic).

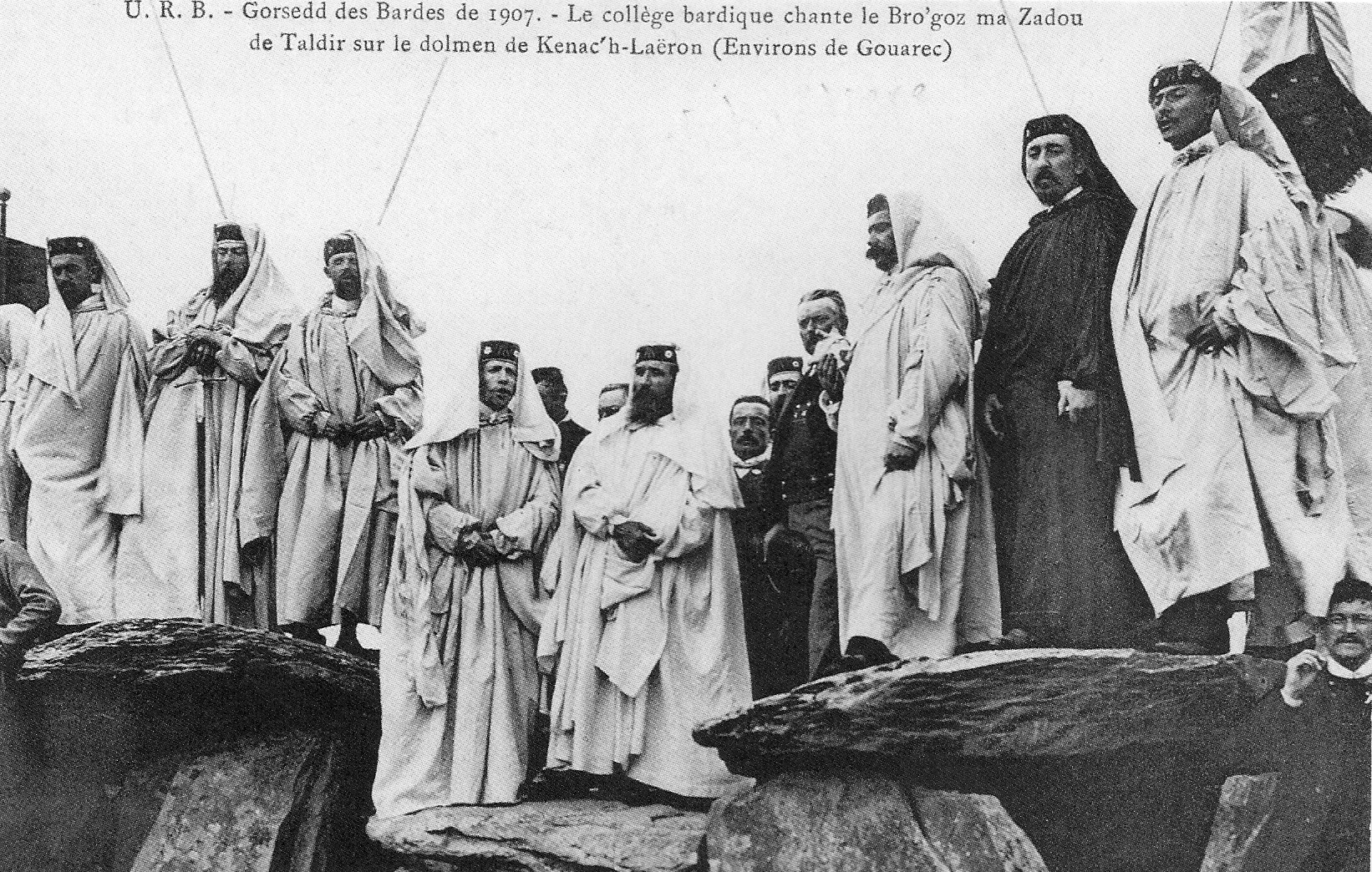
Le Gorsedd des bardes de 1907 : le collège bardique chante le Bro'goz ma Zadou de Taldir sur le dolmen de Canac'h-Laëron entre Laniscat et Saint-Nicolas-du-Pélem

Une longue polémique et de nombreux articles publiés dans sa revue An Oaled oppose Jaffennou au PNB lequel, dans son journal Breiz Atao, ne lui ménage pas ses sarcasmes lui reprochant son loyalisme envers la France, sa Légion d'honneur et ses trop bonnes relations avec l'establishment de la France officielle, la culture bretonne traditionnelle, régionaliste et folklorique mise en valeur par sa revue An Oaled-Le Foyer breton, l'Union régionaliste bretonne, les cercles celtiques et les groupes de danse, ainsi que le Gorsedd des bardes.
Dans un article d'An Oaled-Le Foyer breton de fin 1939, il est très clairement anti-allemand, pro-français et de tout cœur breton très pro-britannique :
« Vaincue (l'Allemagne) par les coalisés de 1918 ceux-ci ont témoigné vis-à-vis d'elle de la plus coupable faiblesse… »,
« … les envahisseurs germains dont Tacite disait il y a deux mille ans : “Qu'ils ont su faire de la guerre une industrie” »
« À notre avis il n'y a que deux moyens de sauvegarder notre liberté et notre tranquillité : renforcer la frontière de l'Est de défenses infranchissables et consolider l'alliance avec les Britanniques »,
« L'Allemagne après s'être assuré la complicité de la Russie, a cru l'heure venue de démembrer la Pologne une fois de plus. La Grande-Bretagne et la France, engagées envers ce brave pays, ont mobilisé leurs forces terrestres, maritimes et aériennes. »
À l'annonce de l'interdiction du journal Breiz Atao et de L'Humanité en juin 1939, dans une note non signée, il l'approuve implicitement en ciblant Mordrel, mentionnant le fait qu'il est lieutenant de réserve, sous-entendu un traître à son pays.

### Seconde Guerre mondiale
Il est accusé d’avoir servi l’ennemi au côté de Philippe Pétain et d’avoir voulu faire de la Bretagne un pays indépendant dans une Europe dominée par le IIIe Reich, mais également d’avoir dénoncé un responsable de la résistance gaulliste dans le Finistère.

Dans un article qu'il publie en 1943 dans La Bretagne, il constate qu'il n'y ait pas vraiment de « question juive » en Bretagne car il y a peu de personnes de cette confession dans ce pays. Il fait l'historique de leur présence et rapporte que des mesures ont été prises contre eux par le duc Jean V de Bretagne.

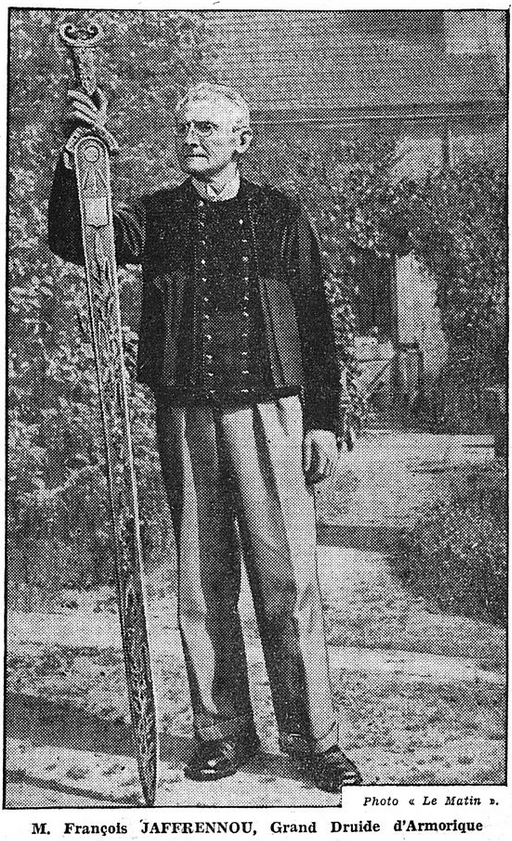
François Jaffrenou, grand druide d'Armorique dans Le Matin du 7 août 1942.

### Libération

#### Arrestation
Le 7 août 1944, il est arrêté par des FTP de la région de Carhaix qui constituent un tribunal de quatre membres pour le juger. Taldir est acquitté et reconduit à son domicile. Le 10 août 1944, Taldir est arrêté de nouveau. Après un bref séjour au château Lancien (Kastel Ruz) à Carhaix, il est emmené à la prison Saint-Charles à Quimper. Au début de juin 1945, il est transféré à Mesgloaguen, autre prison de Quimper. Il est inculpé d'actes ayant pu nuire à la défense nationale, en fait de relations avec les Allemands et de dénonciation de patriotes ; il fut aussi accusé d'avoir dénoncé un responsable de la résistance gaulliste dans le Finistère, le libraire Adolphe Le Goaziou (lequel fut relâché par la Gestapo faute de preuves), ainsi que Francis Gourvil.

#### Procès
Il est condamné le 6 juin 1945, à cinq ans de prison pour «collaboration avec l’ennemi». Il est gracié par décret du Gouvernement Provisoire de la République, le 5 août 1946,.

### Après-Guerre
Il est libéré en décembre 1946.

### Décès
Il se retire au Mans, puis à Bergerac où il meurt le 23 mars 1956. Il est enterré à Carhaix.

## Vie de famille
Il est le père de Gildas Taldir-Jaffrennou[réf. nécessaire].

## Hymne
Il est l’auteur en 1897 du Bro Goz ma Zadoù, inspiré de l'hymne national gallois Hen Wlad Fy Nhadau.
L'hymne est une première fois chanté lors d'un congrès de l'Union régionaliste bretonne à Guingamp en 1900, mais ce n'est que plus tard que ce mouvement lance un concours pour sélectionner un hymne. Jaffrennou en propose deux, le Sao Breiz izel et le Bro Gozh. C'est ce dernier qui est choisi par le jury de l'Union régionaliste bretonne et proclamé « chant national », au nom de la fraternité qui rapproche Bretons et Gallois au congrès de Lesneven le 5 septembre 1903.

## Distinctions
- Officier d'académie (1922)[16]
- Officier de l'Instruction publique (1931)[1]
- Chevalier de la Légion d'honneur (1938 - au titre de l’Éducation nationale)[1]

## Publications
- Bue sant Ervoan ha Sant Briek, Bue Sant Briek-Saint-Brieuc : Impr. Saint-Guillaume, 1896.
- Gwerziou gant Abhervé ha taldir. Saint-Brieuc : Guyon, 1899. Poèmes gallois et bretons. 20 p.
- "An hirvoudou : gwerziou ha soniou dibabet". Saint-Brieuc : Librairie Prud'homme, 1899. 126 p.
- "Levr kanaouennou brezhonek. Vannes : Lafolye, 1900-1902. 3 vol. 24, 30 et 20 p. Airs notés.
- "Levr kanaouennou brezhonek". Vannes : Lafolye, 1900, 24 pages. Consultable sur la bibliothèque numérique de l'Université Rennes 2
- An delen dir : gwerziou ha soniou. Saint-Brieuc : Librairie Prud'homme, 1900. 146 p.
- Barzaz Taldir. Les poèmes de Taldir. Texte breton et traduction française. 3 volumes. Tome I : Paris, Champion, 1903. 428 p. Tome II : Carhaix, Imprimerie-librairie du Peuple, 1911 310 p. Tome III : Rennes, Ed. Ouest-Eclair, 1923, 224 p.
- Breiziz. 1911
- Anna Roparz. En envor eus Anna Roparz : un dibab eus he gwerziou. Carhaix : Imprimerie Ar Bobl, 1913. Poèmes de la mère de Taldir.
- Choix de poèmes. Paris : Eugène Figuière : 1933. 190 p.
- Consortium Breton (Le) (Ar c'hevre Breizek) kelaouen-gelc'h evid ober gant hon bro unan binvidik. Carhaix 1927-1939. Du numéro 1 (Février 1927) au numéro 70 et dernier (4e trim. 1939), revue créée par François Taldir-Jaffrennou, barde, qui l'administre jusqu'à la fin, la revue baptisée Le Consortium Breton, ar C'hevre breizek deviendra An Oaled, le foyer breton à partir du n° 19 et s'affirme comme la revue du régionalisme et du bardisme
- La véritable histoire de Théophile-Malo Corret de la Tour d'Auvergne (1743-1800. Paris : Eugène Figuière, 1928.
- Histoire d'Émeriau de Carhaix, le mousse qui devint amiral. Rennes : La Presse de Bretagne, 1929.
- 20 chansons populaires pour les Écoles de Bretagne sur les airs du Folklore celtique. Chant Breton et Chant Français, Paris ; Bruxelles : H. Lemoine, 1936.
- Carhaisiens célèbres. In : Armorica, n° 22, 1940.
- Histoire anecdotique de Carhaix (Ancienne Vorganium), en sept veillées, contée par un Génie romain, Quimper, ATR, 1984, réimpression de l'édition originale Rennes : Ouest-Éclair, 1924;
- Eur Wech e oa "Il était une fois", souvenirs héroïques et cocasses. Eur c'hrennard, eun diskard, eur soudard (Envorennou Yaouankiz) Carhaix, Ed. Armorica No 24 -1944. Autobiographie sur sa jeunesse. 2e éd. Lesneven : Mouladurioù Hor Yezh, 1985. 285 p. Rédigé vers 1902.
- Trois Orphées aux enfers, ouvrage composé avec Ronan Pichery-Abroc'hell et Auguste Boncors, 1952.